# حارة جميل قاسم (الشيخ عثمان)
حارة جميل قاسم هي إحدى حارات حي أول مايو الواقع بمديرية الشيخ عثمان التابعة لمحافظة عدن، بلغ تعداد سكانها 3340 نسمة حسب تعداد اليمن لعام 2004.